# ॸ
Cette page contient des caractères spéciaux ou non latins. S’ils s’affichent mal (▯, ?, etc.), consultez la page d’aide Unicode.
ॸ, appelé dda marwari et transcrit ḍ, est une consonne de l’alphasyllabaire devanagari.

## Utilisation
Le dda marwari a été utilisé en marwari pour représenter [ɖ] et son allophone [ɽ] est représenté avec le lettre dda ‹ ड ›,. Selon Pandey, elle pourrait provenir du dda sharada ‹ 𑆝 › via les écritures landa utilisées au Rajasthan, comme le dda gurmukhi ‹ ਡ ›.

## Représentations informatiques
| formes | représentations | chaînes de caractères | points de code | descriptions                                             |
| ------ | --------------- | --------------------- | -------------- | -------------------------------------------------------- |
| pleine | ॸ               | ॸ                     | U+0978         | lettre devanagari dda marwari                            |
| morte  | ॸ्               | ॸ◌्                    | U+0978 U+094D  | lettre devanagari dda marwari, symbole devanagari virama |